# Global War on Terrorism Expeditionary Medal

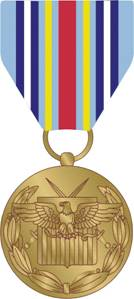
Global War on Terrorism Expeditionary Medal

Global War on Terrorism Expeditionary Medal este o decorație militară a SUA.
Această decorație se acordă celor care au participat 30 de zile consecutive sau 60 de zile neconsecutive la operațiuni antiteroriste.
Decorația a fost înființată de George W. Bush la 12 martie 2003.
Înainte de 30 aprilie 2005 decorația era acordată celor care au efectuat serviciu în Afganistan și Irak, dar acum pentru aceste servicii se acordă Iraq Campaign Medal și Afghanistan Campaign Medal, iar această decorație se acordă luptei antiteroriste dincolo de Irak și Afganistan.
În acest moment decorația se acordă pentru serviciu în următoarele zone geografice:
- Algeria
- Azerbaijan
- Bahrain
- Bulgaria (Bourgas)
- Burkina Faso
- Ciad
- Columbia
- Creta
- Cipru
- Diego Garcia
- Djibouti
- Egipt
- Eritrea
- Etiopia
- Georgia
- Guantanamo Bay, Cuba
- Iran
- Iraq[2]
- Israel
- Iordania
- Kazakhstan
- Kenya
- Kosovo
- Kuwait
- Kîrgîzstan
- Liban
- Mali
- Mauritania
- Maroc
- Niger
- Nigeria
- Oman
- Pakistan
- Filipine
- Qatar
- România (Constanța)
- Arabia Saudită
- Senegal
- Sierra Leone
- Somalia
- Siria
- Tanzania
- Tadjikistan
- Tunisia
- Turcia
- Turkmenistan
- Emiratele Arabe Unite
- Ungaria
- Uzbekistan
- Yemen
- Bab-el-Mandeb
- Golful Aden
- Golful Aqaba
- Golful Oman
- Golful Suez
- Golful Persic
- Marea Roșie
- Strâmtoarea Ormuz
- Canalul Suez.